# Радни лист
Радни лист или радни листић је дидактички материјал са задацима за самосталан рад ученика. Поред задатака, радни лист садржи и упутства за рад, списак прибора и средстава, а често и адекватну слику или илустрацију која има за циљ да појасни упутство или да га скрати. На полеђини радног листа се могу дати и решења задатака. Радне листове може да осмисли сам наставник, а постоје и штампани радни листови, било као самостално издање или у оквиру уџбеника (тзв. „радни уџбеник“).

## Норме
Радни листови се већ дуже време примењују у школској пракси и то у свим разредима. Могу бити различитог облика, величина и боја, али се најчешће користи формат А4 или величине дописнице. Праве се од хартије или картона. Највећи број педагога сматра да на радном листу треба да буде само један задатак, али број задатака може бити већи и зависи од узраста ученика, природе предмета и тежине задатака. Број листића се одређује према броју ученика у одељењу, облику рада и циљу који треба да се постигне. Што се самих задатака тиче, они треба да буду разумљиви, а њихова тежина усклађена са захтевима школског програма и индивидуалним способностима ученика. Листићи се групишу према наставним областима, а ради лакше употребе често се и означавају бројевима или ознакама.

## Врсте
Листићи се могу поделити на истоврсне, када сви ученици добијају исти задатак и листиће различитих нивоа тежине када се диференцира рад у одељењу. Према Дотрану, листићи се могу поделити на основу њихове сврхе: за надокнађивање, за развој, за вежбање и за самостално учење.

## Коришћење
Начин коришћења у наставном процесу није универзалан и он зависи од много фактора. Најчешће активности у току рада са листићима су њихов избор, рад са њима и контрола тог рада. Избор и контролу врши наставник и он може, сам или са ученицима да проверава да ли су решења задатака тачна и тако има увид у напредовање ученика, како појединачно тако и целе групе. Од решења задатака зависи да ли ће ученик добити задатке са тежим захтевима, а препорука је да у томе одлучују и сами ученици. Такође, приликом контроле, наставник може да да и додатна објашњења и смернице за даљи рад.

## Израда
Наставници се радије одлучују да користе готове листиће уместо да их сами праве, како због тога што постоји бојазан да неће испунити жељени квалитет, тако и због тога што израда оваквог материјала захтева труд и време. Израда листића захтева да наставник буде упознат са предзнањима својих ђака како би одредио обим и тежину задатака. Како би се добили квалитетни радни листови, потребно је претходно одабрати садржаје, јер нису сви погодни за овакав начин рада. Садржај листића може бити различит, а ученици могу попуњавати задатак на самом листићу или на посебном листу или у свесци, уколико се жели да се листић користи и на другим часовима. Листић би требало да садржи задатак (задатке), упутство за рад, питања која ће помагати у раду, односно која ће наводити ђаке, а на полеђини радног листића могу да се налазе решења задатака.

## Примена и контрола
Листићи се могу користити у различите сврхе; некада у оквиру редовне наставе, а некада на допунским/додатним часовима, јер се сами листићи могу разликовати према тежини задатака, врсти и начину решавања. Могу се користити само у уводном делу часа, завршном или главном, за усвајање новог градива или за утврђивање већ наученог. Показало се да је у настави познавања природе и друштва на пример, најпогодније користити листове на часовима утврђивања градива. Сам поступак примене захтева израду листића, рад са њима и контролу тог рада. Уколико се ученици први пут срећу са оваквим начином рада, неопходно је претходно их информисати о томе. Препоручује се да се листићи у наставу уводе поступно, а док ученици решавају задатке, наставник треба да прати њихов рад, усмерава и помаже. Такође, наставник врши и контролу оног што је урађено и о томе обавештава ученике како би били упознати са својим постигнућима. Самоконтрола би подразумевала да ученик контролише самог себе уз помоћ листића или на неки други начин. Уколико се користе истоврсни листићи, могућа је и колективна провера и исправка. Препоручује се да ученик контролише самог себе, јер тиме добија мотив за рад, али је потребно да већ има неко искуство у раду са листићима. Коначно, наставник треба да евидентира (бројчано или описно) постигнуће ученика, како би могао даље да припрема и организује васпитно-образовни рад.

## Значај
Рад са листићима који су прилагођени индивидуалним способностима сваког ученика је у складу са начелом индивидуализације. Џон Лок је приметио да „нема два детета која би се могла васпитавати истим методама“, јер се ученици међу собом битно разликују према способностима, искуствима, социјалном статусу итд, иако припадају истом разреду. Рад са листићима може бити једно од решења за прилагођавање наставе сваком ученику понаособ, при чему ће се свакако постићи ефикаснији рад, али ова метода ипак није једина. Теорија наиме, нуди велике могућности, па је тешко одлучити се за неку од њих. Наставни листићи су се показали оправданим средством током читавог часа нарочито ако се комбинују са другим методама.